# Kaplon (clan)
Pour l’article homonyme, voir Kaplon (chef de clan).
 (juillet 2024).
Kaplon (Caplon, Coplyon, Caplan, Coplyan, Kaplyon, Kaplyn, Koplon, Koplen, Kopplyan) était le nom d'un clan (gens en latin, nemzetség en hongrois) existant au sein du Royaume de Hongrie. Le fondateur de ce clan est Kaplon, fils du chef Kond qui était l'un des sept chefs magyars d'après Anonymus. Ce clan se trouvait initialement dans le Nyírség au nord est de l'actuelle Hongrie.
De ce clan sont issues la Maison de Bagossy, la Maison de Csomaközy, la puissante et influente Maison de Károlyi et la Maison de Vétesi.

## Personnalités
- Zlaudus Kaplon (mort vers 1262), évêque de Veszprém, propriétaire du château de Tátika.

### Sources
- János Karácsonyi: A magyar nemzetségek a XIV. század közepéig. Budapest: Magyar Tudományos Akadémia. 1900–1901.
- Gyula Kristó (editor): Korai Magyar Történeti Lexikon - 9-14. század (Encyclopedia of the Early Hungarian History - 9-14th centuries); Akadémiai Kiadó, 1994, Budapest;  (ISBN 963-05-6722-9).